# Главица (цваст)
Главица (лат. capitulum et corbicula) је врста цвасти која спада у групу простих рацемозних цвасти. Ова цваст се одликује проширеном главном осовином која је и веома скраћена. На главици се углавном налазе седећи цветови (цветови који немају цветну дршку).

## Примери
Ову врсту цвасти имају биљке из породице Asteraceae, маслачак, камилица, сунцокрет, док типску главицу има детелина.